# Berlingske Nyhedsbureau
Berlingske Nyhedsbureau (forkortet BNB) var et dansk nyhedsbureau, der var ejet af Berlingske Media. Chef for nyhedsbureauet var Jakob Weiss. BNB lukkede den 1. december 2015.
Bureauet blev etableret 1. januar 2012 og leverede journalistisk indhold til bl.a. Berlingske, BT, Århus Stiftstidende, Randers Amtsavis, Dagbladet Ringkøbing-Skjern, Viborg Folkeblad, Dagbladet Holstebro, Folkebladet Lemvig, Dagbladet Struer, JydskeVestkysten, Bornholms Tidende, Radio24syv, Fyens Stiftstidende, Fyns Amts Avis, Vejle Amts Folkeblad, Fredericia Dagblad, Horsens Folkeblad, Nova, Skala FM, Pop FM og Radio Viborg samt Berlingske Medias 46 lokale ugeaviser. Derudover blev der leveret online-indhold til alle mediernes hjemmesider.
Bureauet blev etableret i kølvandet på, at Berlingske Media i 2011 opsagde sin aftale med Ritzaus Bureau grundet utilfredshed med bureauets produkter.
BNB havde primært til huse i koncernhovedsædet i Pilestræde i København, mens en mindre afdeling var placeret i Aarhus.I alt beskæftigede bureauet omkring 20 redaktionelle medarbejdere.
I september 2012 vandt Berlingske Nyhedsbureau et udbud om leverance af nyhedstjeneste til Folketinget. Aftalen trådte i kraft i 2013.
Den 16. november 2015 kom det frem, at de nye belgiske ejere af Berlingske Media ville lukke BNB den 1. december 2015. Otte medarbejdere på BNB rykkede i forbindelse med lukningen over på Ritzau.